# 보르네오오랑우탄
보르네오오랑우탄(Pongo pygmaeus)은 보르네오섬에 서식하는 오랑우탄의 종이다. 약간 더 작은 수마트라오랑우탄, 타파눌리오랑우탄과 함께 아시아에서 발견되는 유일한 대형 유인원이다. 보르네오오랑우탄의 수명은 야생에서 약 35~40년 정도이고, 최대 60년까지 산다. 동부고릴라, 서부고릴라 다음으로 몸집이 큰 유인원이다.

## 아종
최근까지 지리적으로 고립되었던 보르네오오랑우탄 개체들 사이에서, 유전자 이동이 있었다는 증거가 있다. 보르네오오랑우탄과 수마트라오랑우탄은 약 150만년에서 170만 년 전에 두 종이 나뉘었다. 이것은 두 섬(보르네오섬과 수마트라섬)이 분리되기 전에 일어난 일이다. 두 오랑우탄 종은 침팬지와 보노보보다는 더 먼 친척뻘이 된다. 그 차이점에도 불구하고, 두 종의 오랑우탄은 최근인 1996년이 되어서야 mtDNA 기술의 도움으로 아종을 분류했다.
보르네오오랑우탄은 3종류의 아종이 있다:
- 북서보르네오오랑우탄(P. p. pygmaeus) — 사라왁주(말레이시아)와 북서 칼리만탄(인도네시아)
- 중부보르네오오랑우탄(P. p. wurmbii) — 남서 칼리만탄과 중부 칼리만탄(인도네시아)
- 북동보르네오오랑우탄(P. p. morio) — 동 칼리만탄(인도네시아)과 사바주(말레이시아)

## 습성

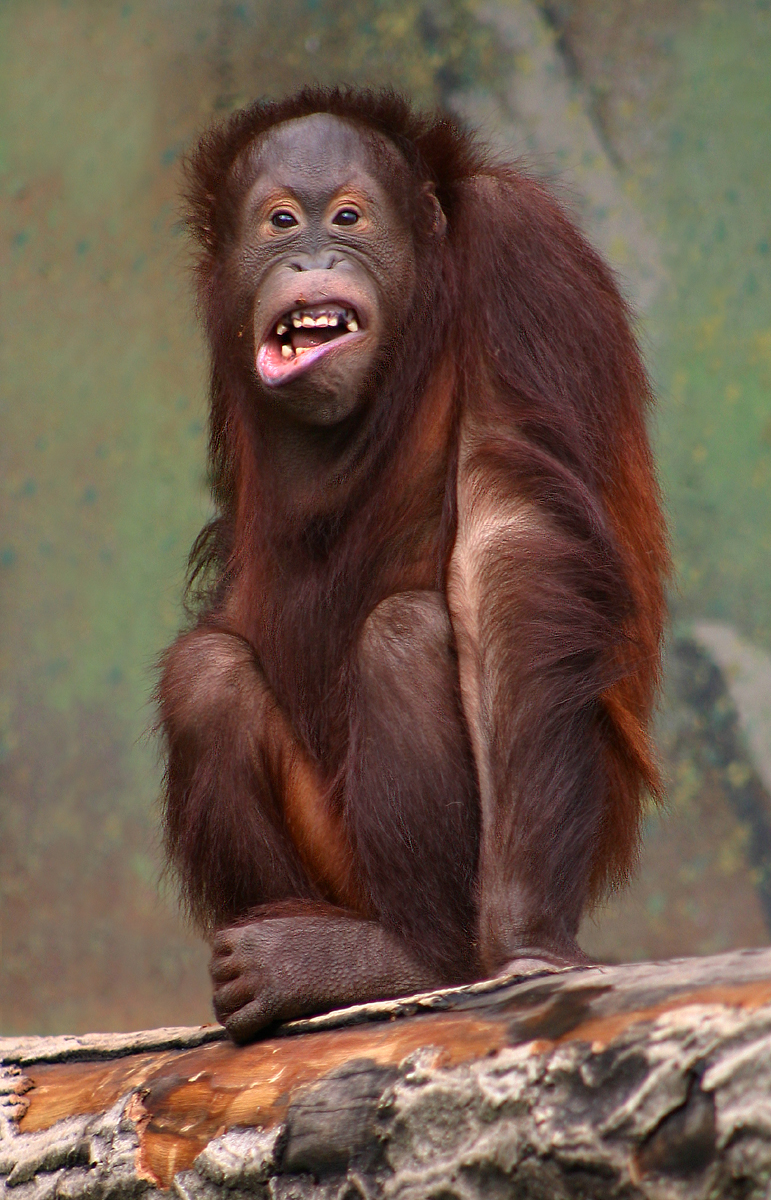
덴마크 올보르 동물원의 새끼 오랑우탄.

보르네오오랑우탄은 수마트라오랑우탄만큼 군집생활을 하지는 않는다. 서로 중첩되는 세력권을 가진 두 세 마리의 오랑우탄은 짧은 기간 동안 상호 작업을 할지도 모른다. 새끼들은 다른 유인원과 비교하여 더 길게 새끼 시절을 갖는 데, 약 8~9살이 될때까지 어미와 함께 머문다. 보르네오오랑우탄은 수마트라오랑우탄보다 더 육상생활을 한다. 이는 보르네오섬에서는 수마트라섬에서처럼 수마트라호랑이, 승냥이와 같은 육식동물을 피할 필요가 없기 때문일지도 모른다는 가설이 세워져 있기도 한다. 다만 인간을 제외하고는 천적은 바다악어, 말레이가비알 뿐이다.

## 음식
보르네오오랑우탄이 먹는 음식은 어린 가지, 나뭇가지, 무기질의 거름과 새알뿐만 아니라 과일로 구성되어 있다. 또한 수마트라오랑우탄보다는 더 좁은 범위지만 곤충들도 먹는다.

## 현황
보르네오오랑우탄은 야생에서 약 45,000 개체가 존재하여, 수마트라오랑우탄 보다 더 흔하다.: 수마트라오랑우탄은 야생에서 약 7,500 개체만이 남아 있다. 오랑우탄은 부쉬미트로 거래되고, 어미는 죽임을 당하여 새끼는 포획되어 애완용으로 팔리기도 하고, 서식지의 파괴 때문에 멸종 위기에 처해 있다.